# Бернард Арно
Бернард Жан Етјен Арно (Рубе, 5. март 1949) је француски пословни могул, инвеститор и колекционар уметничких дела. Он је суоснивач, председник и извршни директор LVMH Moët Hennessy – Louis Vuitton SE, највеће светске компаније за луксузну робу. Арно има су процењену нето вредност од 213 милијарди америчких долара у јануару 2023. према Forbes-у, што га чини најбогатијом особом на свету. Његова породица се такође сматра најбогатијом на свету.

## Младост
Његова мајка, Мери Жосеф Савинел, ћерка Етјена-Савинела, била је „фасцинирана са Dior-ом”. Његов отац Жан Ферет-Савинел је завршио школу „Централ Париз” и био власник компаније .
Арно се школовао у „Лицеју Максенс Ван Дер Мерш” у Рубеу и „Лицеју Фајдерб” у Лилу. Године 1971. дипломирао је Екол политехнику, водећој француској инжењерској школи, и почео да ради за очеву компанију. Три године касније, након што је убедио свог оца да преусмери фокус компаније на некретнине, Ferret-Savinel је продао одељење за индустријску изградњу и преименован је у Ferinel. Након куповине текстилне компаније и измештања њиховог седишта, компанија је преименовала огранак за некретнине у George V Group. Некретнине су касније продате компанији Compagnie Générale des Eaux, која је на крају постала Nexity.

## Каријера

### 1971–1987: Почетак
Арно је започео своју каријеру 1971. године, у Ferret-Savinel-у, а био је њен председник од 1978. до 1984. Године 1984, Арно, тада млади инвеститор за некретнине, чуо је да је француска влада била спремна да изабере некога ко ће преузети империју Boussac Saint-Frères, текстилни и малопродајни конгломерат који је поседовао Dior.
Уз помоћ Антоана Бернхајма, старијег партнера Lazard Frères-а, Арно је купио Financière Agache, компанију за луксузну робу. Постао је извршни директор Financière Agache, а затим је победио у надметању за Boussac Saint-Frères, купивши групу за церемонијални један франак и ефективно преузео контролу над Boussac Saint-Frères. Поред Christian Dior-а, Бусакова имовина укључивала је робну кућу Le Bon Marché, малопродајну радњу Conforama и произвођача пелена Peaudouce.
Након што је Арно купио Boussac, за две године је отпустио 9.000 радника, након чега је добио надимак „Терминатор“.

### 1987–1989: Суоснивање и аквизиција LVMH-а
Осамдесетих година 20. века, Арно је имао идеју да створи групу луксузних брендова. Радио је са Алаином Шевалијем, извршним директором Моет Хеннессија, и Хенријем Ракамијеом, председником Louis Vuitton, да би основали LVMH 1987 године.
У јулу 1988, Арно је обезбедио 1,5 милијарди америчких долара за формирање холдинг компаније са Guinness-ом која је држала 24% акција LVMH-а. Као одговор на гласине да група Louis Vuitton купује акције LVMH-а како би формирала „мањину која блокира“, Арно је потрошио 600 милиона долара да купи 13,5% више LVMH-а, што га је чинило највећим акционаром LVMH-а. LVMH је створен под претпоставком да ће конгломерат бити превелик за једног непријатељског нападача.
У јануару 1989. потрошио је још 500 милиона америчких долара да би стекао контролу над укупно 43,5% акција LVMH-а и 35% његових гласачких права, чиме је дошао до „мањине која блокира” која му је била потребна да заустави распуштање LVMH групе. Затим се окренуо против Ракамијеа, одузео му власт и избацио га из управног одбора.

### 1989–2001: почетна експанзија-а и раст
Након што је преузео вођство, Арно је водио компанију кроз амбициозан развојни план, трансформишући је у једну од највећих луксузних група на свету, поред швајцарског луксузног гиганта Richemont-а и француског Kering-а. За једанаест година, годишња продаја и профит порасли су за 5 пута, а тржишна вредност LVMH-а је порасла за 15 пута. У јулу 1988, Арно је купио Céline. Исте године спонзорисао је француског модног дизајнера Кристијана Лакроа како би рекламирао линију луксузне одеће компаније.  је купио Berluti и Kenzo 1993. године, исте године, када је Арно купио француски економски лист La Tribune. Компанија никада није постигла жељени успех, упркос његових 150 милиона евра улагања, и он их је продао у новембру 2007. како би купио друге француске економске новине, Les Échos, за 240 милиона евра. Године 1994. LVMH је купио парфемску фирму  Guerlain. Арно је 1996. године купио , а затим Marc Jacobs и Sephora 1997. У групу је такође интегрисано још пет брендова: Thomas Pink 1999, Emilio Pucci 2000. и Fendi, DKNY и La Samaritaine 2001. Током 1990-их, Арно је одлучио да сагради центар у Њујорку за управљање присуством LVMH-а у Сједињеним Државама. Одабрао је Кристијана де Портзампарка да надгледа овај пројекат. Резултат је био торањ LVMH који је отворен у децембру 1999. Исте године, Арно је скренуо поглед на Gucci, италијанску компанију кожних производа, коју су водили Том Форд и Доменико Де Сол. Дискретно је прикупио 5 одсто удела у компанији пре него што је откривен. Gucci је одговорио непријатељски и назвао то „пузајућим преузимањем”. Након што је примећен, Арно је повећао свој удео на 34,4 одсто, инсистирајући да жели да буде подржавајући и неасертивни актер. Де Сол је предложио да у замену за представљање у одбору, Арно престане да повећава свој удео у Gucci-ју. Међутим, Арно је одбио да прихвати ове услове. Де Сол је открио рупу која му је омогућила да емитује акције само уз одобрење одбора, а за сваку купљену акцију LVMH створио је више за своје запослене, разводњавајући Арноов удео. Борба се отегла до договора на суду у септембру 2001. Након правне пресуде, LVMH је продао своје акције и отишао са профитом од 700 милиона долара.

### 2001 – данас: Повећање успеха и профитабилности
Арно је 7. марта 2011. године објавио куповину 50,4% породичних акција италијанске драгуљаре Bulgari, са намером да да тендерску понуду за остатак, који је био у јавном власништву. Трансакција је била вредна 5,2 милијарде долара. У 2011, Арно је уложио 641 милион америчких долара у оснивању LCapitalAsia. Дана 7. марта 2013, National Business Daily је известио да ће бренд одеће средњих цена QDA отворити продавнице уз помоћ Арноове приватне инвестиционе компаније LCapitalAsia и кинеске компаније за одећу Xin Hee Co у Пекингу. У фебруару 2014, Арно је ушао у заједничко предузеће са италијанским модним брендом Марцо Де Винцензо, узевши мањински удео од 45% у фирми. 2016. LVMH је продао DKNY компанији G-III Apparel Group. У априлу 2017, Арно је најавио куповину Christian Dior високе моде, коже, мушке и женске конфекције и линије обуће, чиме је читав бренд Christian Dior интегрисан у LVMH.
До јануара 2018, Арно је довео компанију до рекордне продаје од 42,6 милијарди евра у 2017, око 13% више у односу на претходну годину, пошто су све дивизије оствариле добре резултате. Исте године нето профит је повећан за 29%. У новембру 2019. Арно је планирао да купи Tiffany & Co. за приближно 16,2 милијарде америчких долара. Очекивало се да ће посао бити затворен до јуна 2020. године. LVMH је потом издао саопштење у септембру 2020. у којем се наводи да преузимање неће бити настављено и да је посао „неважећи“ због Tiffany-јевог управљања послом током пандемије ковида-19. Након тога, Tiffany подноси тужбу против LVMH, тражећи од суда да принуди куповину или да процени штету против туженог; LVMH је планирао да тужи тужбу, наводећи да је лоше управљање поништило купопродајни уговор. Средином септембра 2020, поуздан извор је рекао за Forbes да је разлог за Арноову одлуку да откаже куповину Tiffany-ја био чисто финансијски: Tiffany је исплаћивао милионске дивиденде акционарима упркос финансијском губитку од 32 милиона долара током пандемије. Након прегледа финансијске документације, Арно је открио да је Tiffany већ исплатио око 70 милиона америчких долара, док је додатних 70 милиона америчких долара планирано да буде уплаћено у новембру 2020. LVMH је поднео противтужбу против судске акције коју је покренуо Tiffany; У саопштењу које је издао LVMH окривљује се Tiffany-јево лоше управљање током пандемије и тврди да је „сагоревала готовину и пријављивала губитке“. Крајем октобра 2020. године, Tiffany и LVMH су пристали на првобитни план преузимања, али по благо сниженој цени од скоро 16 милијарди долара, што је незнатно смањење од 2,6% у односу на претходно поменути договор. Новим уговором смањен је износ који је LVMH платио по акцији са првобитне цене од 135 на 131,50 америчких долара. LVMH је завршио куповину Tiffany-ја у јануару 2021.
Под Арноовим вођством, LVMH је израстао у највећу компанију по тржишној капитализацији у евро зони са рекордом од 313 милијарди евра (382 милијарде америчких долара) у мају 2021. године. Арно је промовисао одлуке ка децентрализацији брендова групе као пословну стратегију. Као резултат ових мера, брендови под окриљем LVMH-а, као што је Tiffany, и даље се посматрају као независне фирме са сопственом историјом. За веома кратак период, 24. маја 2021, Арно је привремено постао најбогатији човек на свету, престигавши Џефа Безоса са нето вредношћу од 187,3 милијарде америчких долара. Неколико сати касније, међутим, акције Amazon-а су порасле и Џеф Безос је вратио место.

### 
Од 2010. до 2013. Арно је био члан саветничког одбора малезијског 1MDB фонда.

### Остале инвестиције
Године 1998. са бизнисменом Албертом Фререом је купио Château Cheval Blanc у личном својству. LVMH је купио Арноов удео 2009. године. да би био додат другој винској имовини групе Château d'Yquem.
Од 1998. до 2001. Арно је улагао у разне веб компаније као што су Boo.com, Libertysurf и Zebank кроз свој холдинг Europatweb. Група Арно је такође инвестирала у Netflix 1999. године.
Године 2007, Blue Capital је објавио да Арно заједно са калифорнијском фирмом за некретнине Colony Capital поседује 10,69% највећег француског малопродајног ланца супермаркета и другог по величини дистрибутера хране на свету Carrefour.
Године 2008. ушао је у посао са јахтама и купио Princess Yachts за 253 милиона евра. Након тога је преузео контролу над Royal van Lent-ом за скоро идентичан износ.

## Уметничка збирка
Арноова колекција обухвата радове Пикаса, Ива Клајна, Хенрија Мура и Ендија Ворхола. Такође је био кључан у успостављању LVMH-а као главног покровитеља уметности у Француској. LVMH Young Fashion Designer је креиран као међународно такмичење отворено за ученике ликовних школа. Сваке године, победнику се додељује грант за подршку креирању сопствене етикете дизајнера и уз годину менторства.
Од 1999. до 2003. поседовао је Phillips de Pury & Company, аукцијску кућу уметности, и откупио је првог француског аукционара — Tajan-а. Године 2006. Арно је започео пројекат изградње Фондације . Посвећено стваралаштву и савременој уметности, зграду је пројектовао архитекта Френк Гери. Свечано отварање Фондације у Врту аклиматизације одржано је 20. октобра 2014.

## Лични живот

### Породица
Године 1973. оженио се Аном Деваврин и заједно су имали двоје деце, Делфин и Антоана. Развели су се 1990. године. Године 1991. оженио се Хелен Мерсије, канадском концертном пијанисткињом и заједно имају троје деце, Александра, Фредерика и Жана. Арно и Мерсије живе у Паризу. Свих петоро деце — Делфин, Антоан, Александар, Фредерик и Жан — имају званичне улоге у брендовима које контролише Арно, заједно са његовом нећакињом Стефани Ватин Арно.
Александар је извршни потпредседник компаније Tiffany & Co, Фредерик је извршни директор компаније TAG Heuer, а Жан је директор маркетинга и развоја у Louis Vuitton-у. Од 2010. Арноова ћерка Делфин је партнерка Кзавијера Нила, француског бизнисмена милијардера активног у индустрији телекомуникација и технологије.

### Богатство
У априлу 1999. постао је најбогатија особа у моди, надмашивши Амансија Ортегу компаније . У 2016. години, Арно је добио 7,8 милиона евра као извршни директор групе LVMH. У јулу 2019. Арно је постао други најбогатији човек на свету, са нето вредношћу од 103 милијарде долара. Арно је накратко надмашио Џефа Безоса и постао најбогатија особа на свету у децембру 2019. и поново на кратко у јануару 2020. Током пандемије ковида-19, Арноово богатство се смањило за 30 милијарди долара јер је продаја луксузне робе опала.
Дана 5. августа 2021. вратио је статус најбогатијег човека на свету, са његовом нето вредношћу која се попела на 198,4 милијарде америчких долара. Ово се догодило како је продаја луксузне робе компаније LVMH порасла у Кини и другим деловима Азије. На Форбсовој листи милијардера је наведен као „Бернард Арно и породица“. Forbes процењује да ће богатство Бернарда Арноа и породице бити 158 милијарди долара у 2022. години, што га ставља испред Била Гејтса.
Арно је поседовао седамдесетометарско истраживачко пловило претворено у јахту Амадеус, коју је продато крајем 2015. Његову тренутну јахту од 101,5m Симфони је изградио Feadship у Низоземској.

### Захтев за белгијско држављанство
Године 2013. откривено је да Арно планира да поднесе захтев за белгијско држављанство и да размишља да се пресели у Белгију. У априлу 2013. Арно је рекао да је погрешно цитиран и да никада није намеравао да напусти Француску: „Више пута сам говорио да ћу остати као резидент у Француској и да ћу наставити да плаћам порез.... Данас сам одлучио да отклоним сваку нејасноћу. Повлачим свој захтев за белгијско држављанство. Захтев за белгијско држављанство био је боља заштита темеља који сам створио са јединим циљем да осигурам континуитет и интегритет LVMH групе ако нестанем.“
Арно је 10. априла 2013. објавио да је одлучио да одустане од свог захтева за белгијско држављанство, рекавши да не жели да се тај потез погрешно протумачи као мера утаје пореза, у време када се Француска суочила са економским и друштвеним изазовима. Арно је такође навео да је неколико запослених затражило да напусте Француску због пореских разлога, али је одбио њихове захтеве, објашњавајући да „порез од 75 одсто не би донео много прихода, али би требало да буде мање подела, јер је сада постављено да се наплаћује фирмама, а не људима, и само због тога да остане на месту две године."

### Транспорт
У октобру 2022. Арно је изјавио да је LVMH продао свој приватни авион након што је корисник Twitter-а почео да прати његове летове и изјавио да је уместо тога почео да изнајмљује приватне авионе за своје личне и пословне летове.

## Политика
У другом кругу француских председничких избора 2017, Арно је подржао Емануела Макрона. Брижит Макрон је била наставница француског Арноових синова Фредерика и Жана када су били ученици школе „Лицеј Сен Луј де Гонзаг”.

## Награде
- Командир Легије части (10. фебруар 2007.)
- Велики официр Легије части (14. јул 2011.)[80]
- Награда Вудро Вилсон за глобално корпоративно грађанство (2011)[81]
- Почасни витез командант најизврснијег ордена Британске империје (2012)[82]
- Награда Дејвида Рокфелера Музеја модерне уметности (март 2014)[83][84]